# Nesodden
Nesodden is een gemeente in de Noorse provincie Akershus. De gemeente telde 18.869 inwoners in januari 2017.
De winnaar van het Eurovisiesongfestival 2009, Alexander Rybak, woont in Nesodden.

## Plaatsen in de gemeente
- Fjellstrand
- Fagerstrand
- Nesoddtangen
- Torvik

Ås · Asker · Aurskog-Høland · Bærum · Eidsvoll · Enebakk · Frogn · Gjerdrum · Hurdal · Jevnaker · Lillestrøm · Lørenskog · Lunner · Nannestad · Nes · Nesodden · Nittedal · Nordre Follo · Rælingen · Ullensaker · Vestby

Voormalige gemeentes: Fet · Oppegård · Skedsmo · Ski · Sørum